# Trigenerina
Trigenerina es un género de foraminífero bentónico considerado un sinónimo posterior de Vulvulina de la subfamilia Vulvulininae, de la familia Spiroplectamminidae, de la superfamilia Spiroplectamminoidea, del suborden Spiroplectamminina y del orden Lituolida. Su especie tipo era Vulvulina capreolus. Su rango cronoestratigráfico abarcaba desde el Mioceno hasta el Plioceno.

## Discusión
Clasificaciones previas incluían Trigenerina en el suborden Textulariina del Orden Textulariida, o en el orden Lituolida sin diferenciar el suborden Spiroplectamminina.

## Clasificación
Trigenerina incluía a la siguiente especie:
- Trigenerina capreolus †, aceptado como Vulvulina capreolus